# 三齒直線脂鯉
三齒直線脂鯉（学名：Moenkhausia tridentata）為輻鰭魚綱脂鯉目脂鯉亞目脂鯉科的其中一種熱帶淡水魚。其种加词“tridentata”来源于拉丁文“tri-”和“dentatus”，意为“三”和“齿状”。分布於南美洲亞馬遜河流域，體長可達5公分，棲息在底中層水域，生活習性不明。